# Йеен (народ)

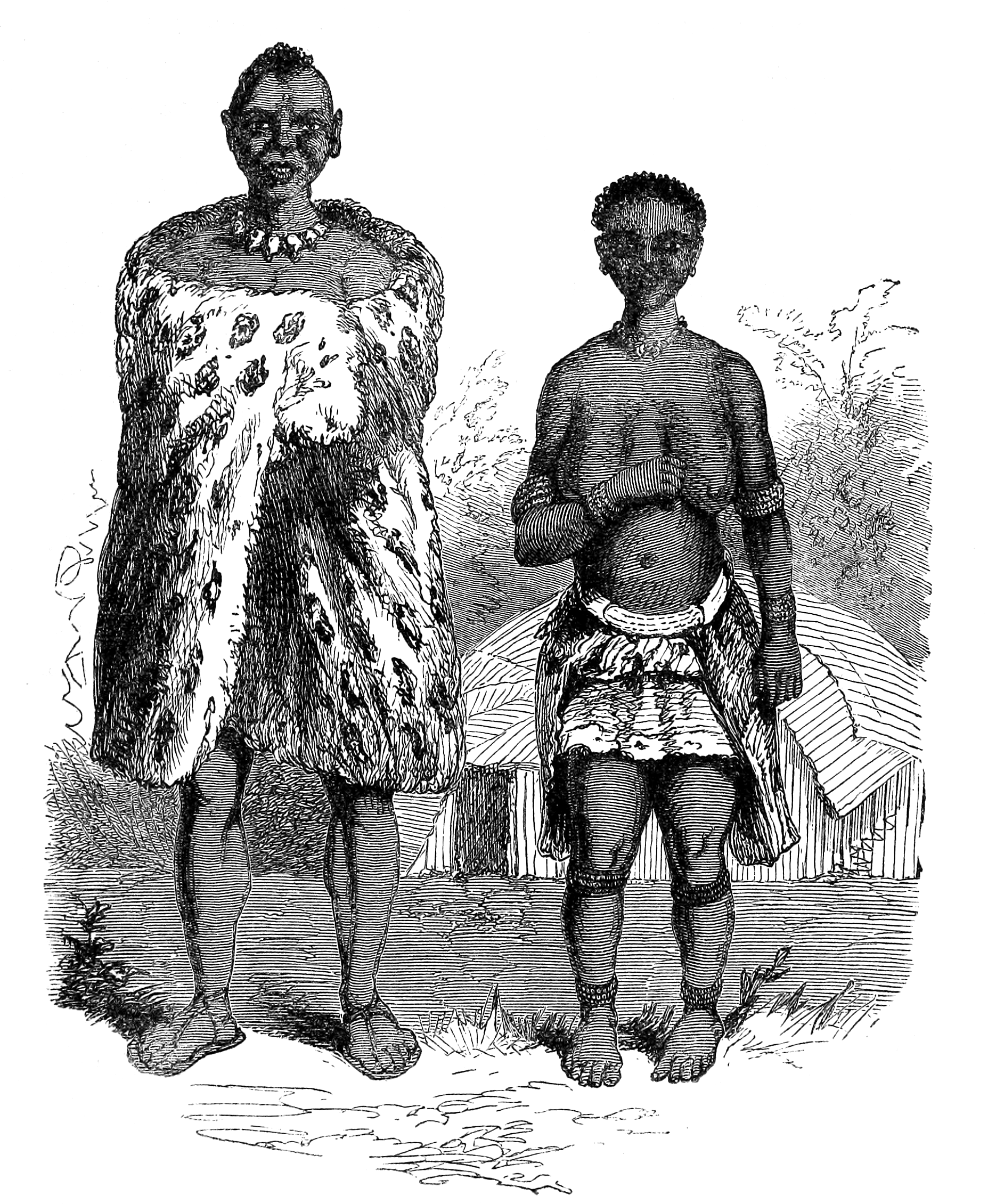

Йеен (йейе, йейи, коба, окаванго; самоназвание — байеен) — народ группы банту, проживающий в низовьях реки Окаванго в Ботсване и в соседних районах Намибии. Численность народа достигает 200 тыс. человек. Говорят на языке йейи (Yeyi).

## Традиционные занятия
Собирательство, охота и рыболовство является основным традиционным занятием, разводят скот (козы и овцы). Традиционным ремеслом является бисероплетение, производство керамики и плетение циновок.

## Традиционное жилище
Поселения находятся на возвышенных местах поблизости от болот. Обычно обнесены палисадниками. В центре поселения — площадка для скота. Жилище из плетня, покрытого тростниковыми матами и обмазанное глиной. По размеру небольшие, имеют цилиндрическую форму. Крыша — коническая.

## Традиционная одежда
И мужчины, и женщины носят набедренные повязки и передники.